# Badische Philharmonie Pforzheim
Die Badische Philharmonie Pforzheim ist das Konzert- und Opernorchester am Stadttheater Pforzheim.

## Geschichte
Die Badische Philharmonie Pforzheim wurde im Jahr 1930 von 50 durch die Weltwirtschaftskrise arbeitslos gewordenen Musikern als „Symphonie-Orchester Pforzheim“ gegründet und finanzierte sich zunächst durch Rundfunkaufnahmen für den Süddeutschen Rundfunk Stuttgart und durch Engagements als Kurorchester in verschiedenen Kur- und Badestädten der Region Nordschwarzwald.
Im Jahr 1940 ging das Orchester in städtische Hand über und erhielt den Titel „Städtisches Orchester Pforzheim“. Seitdem ist es Teil des Stadttheaters Pforzheim. Dort ist das Orchester in allen Opern- und Operettenproduktionen des Hauses sowie in einem Großteil der Musical- und Ballettproduktionen präsent. Seit 1959 begleitet das Orchester zudem im Rahmen der „Städteoper-Südwest“ die Aufführungen des Stadttheaters Pforzheim während seiner Gastspiele in zahlreiche baden-württembergischen Städte ohne eigenes Theater. Im Congress Centrum Pforzheim hat das Orchester eine eigene Konzertreihe.
Am 18. Oktober 2009 wurde das Orchesters in „Badische Philharmonie Pforzheim“ durch die Stadt Pforzheim umbenannt.

## Generalmusikdirektoren
Generalmusikdirektor war von 2008 bis 2019 Markus Huber. 2019 übernahm Florian Erdl kommissarisch die Leitung des Orchesters. Seit der Spielzeit 2020/21 ist der Brite Robin Davis Generalmusikdirektor.